# Insignes
Insignes ist eine Enzyklika von Papst Leo XIII., die er am 1. Mai 1896 veröffentlichte und in der er sich der „Jahrtausendfeier in Ungarn“ widmete.

## Historischer Hintergrund
Die Ungarn ließen sich ab 895/896 im heute bekannten Raum Ungarns nieder. Zunächst drangen sie 895 in das mittlere und obere Theißgebiet in Großmähren vor. Nördlich und nordwestlich dieses Gebietes war das Gebiet des Neutraer Fürstentums (Teil von Großmähren), westlich davon die ostfränkischen Herzogtümer Bayern und Franken, die weiterer Expansion Einhalt boten. Das Gründungsjahr 896 des heutigen Ungarn veranlasste Papst Leo XIII., diese Enzyklika zu verfassen, nachdem er bereits 1893 mit der Enzyklika Constanti Hungarorum über die „Kirche in Ungarn“ geschrieben hatte.
Siehe Hauptartikel: Geschichte Ungarns

## Zur Jahrtausendfeier
Der Papst schrieb an die Bischöfe Ungarns und sprach Gottes Segen und seine Glückwünsche zu diesem großen Ereignis aus. Diese Jahrtausendfeier nehme er nun zum Anlass, seine Worte an die ungarische Nation zu richten. Er lobte die Taten und den Ruhm der Nation und erklärte, dass es ihm wichtig sei, dem gegründeten Königreich die Legitimation zur zivilisierten Gesetzgebung anzuerkennen. Das ungarische Volk habe bereits seine Loyalität unter Beweis gestellt, es hätte schon Zeugnis zum Glauben und zum Gehorsam bewiesen, deshalb ermuntere er alle Ungarn, in diesem Geiste ihre Pflichten fortzusetzen.

## Katholiken und Ungarn
Er nannte in seiner Enzyklika große Persönlichkeiten, welche maßgebend am Aufbau eines katholischen Ungarns mitgewirkt hätten:
- Geza, Großfürst von Ungarn
- Hl. Adalbert von Prag, der Glaubensbote in Ungarn
- König Stephan I., Nationalheiliger des Landes
- Papst Innozenz XI., Befreier von Buda und Verteidiger des Abendlandes
- Papst Gregor XIII., welcher das ungarische Priesterseminar in Rom mit dem deutschen Priesterseminar zusammenlegte
- Johann Hunyadi, ein für Ungarn tätiger Staatsmann und Heeresführer.
- Matthias II., Kaiser des Heiligen Römischen Reiches, König von Ungarn und König von Böhmen
- Erzherzogin Maria Theresia von Österreich, Königin von Ungarn und Böhmen

## Exhortatio an Ungarn
In der abschließenden Exhortatio rief er die ungarische Nation auf, weiterhin fest im Glauben zu bleiben und das Andenken derer, die für den Glauben gekämpft hätten, zu bewahren. Er ermutigte sie, gegen die „Übel in der Gesellschaft“ standhaft zu bleiben und ihren bisherigen Weg treu dem Glauben fortzusetzen. Die apostolische Pflicht bestünde darin, die Einheit der Kirche fortzuführen und er versprach, dass er als Papst jede Unterstützung zuteil kommen ließe. Mit dieser Exhortatio verknüpfte er auch den Wunsch nach zwei Ergebnissen: Erstens sollte die Verbindung zum Haus Habsburg nicht gebrochen werden und zweitens sollte die Verbindung zum heiligen Stuhl weiterhin aufrechterhalten bleiben.